# The Hitchhiker's Guide to the Galaxy (filme)
The Hitchhiker's Guide to the Galaxy (bra: O Guia do Mochileiro das Galáxias; palop/prt: À Boleia pela Galáxia) é um filme britano-estadunidense de 2005, dirigido por Garth Jennings e baseado no livro, The Hitchhiker's Guide to the Galaxy, escrito por Douglas Adams.

## Sinopse
Arthur Dent (Martin Freeman) é um homem normal, que está tendo um péssimo dia. Após saber que sua casa está prestes a ser demolida, Arthur descobre que Ford Prefect (Mos Def), seu melhor amigo, é um extra-terrestre e, para completar, fica sabendo que a Terra está prestes a ser destruída para que se possa construir uma nova auto-estrada hiperespacial. Sem ter o que fazer para evitar a destruição de seu planeta, Arthur só tem uma saída: pegar carona em uma nave espacial que está de passagem. Ele passa então a conhecer o universo, sendo que tudo o que precisa saber sobre sua nova vida está contido em um valioso livro: o Guia do Mochileiro das Galáxias.

## Elenco
- Narrador / Guia: Stephen Fry, José Wilker (versão brasileira)
- Arthur Dent: Martin Freeman
- Ford Prefect: Mos Def
- Zaphod Beeblebrox: Sam Rockwell
- Trillian: Zooey Deschanel
- Marvin (corpo): Warwick Davis
- Marvin (voz): Alan Rickman
- Slartibartfast: Bill Nighy
- Humma Kavula: John Malkovich
- Questular Rontok: Anna Chancellor
- Pensador Profundo (Deep Thought) (voz): Helen Mirren